# Jack Petocz
Jack Petocz (8 de setembro de 2004) é um ativista estudantil norte-americano. Ele é o fundador do Recall FCSB e estrategista político da organização sem fins lucrativos Gen-Z for Change. Ele é gay e fala sobre suas experiências como pessoa LGBTQ+.
Como ativista, Petocz atacou as políticas públicas de educação na Flórida relacionadas à proibição de livros, códigos de vestimenta e à lei "Não diga gay". Seu ativismo e seus escritos sobre os direitos LGBTQ+ foram repercutidos nos jornais FlaglerLive, The New York Times, e MSNBC.

## Primeiros anos e educação
Petocz nasceu em 8 de setembro de 2004. Ele estudou na Rymfire Elementary School, na Indian Trails Middle School, e na Flagler Palm Coast High School.
Em 23 de agosto de 2021, em um artigo de opinião no Flagler Live, Petocz expressou sua opinião sobre a política de código de vestimenta do distrito escolar e chamou a atenção para uma petição para alterá-la. Ele afirmou que o código de vestimenta despojava os alunos de toda individualidade e expressão, acrescentando que as alunas eram particularmente afetadas negativamente.

## Ativismo LGBT

### Suspensão de livros LGBT em sala de aula
Em novembro de 2021, Petocz organizou um protesto contra o Conselho Escolar do Condado de Flagler, em decorrência de uma suspensão de livros em sala de aula com conteúdo relacionado a personagens LGBTQ+ e racismo.
Petocz, o único estudante em memória recente a ter sua fala interrompida por um membro do conselho escolar enquanto se dirigia ao colegiado, organizou um protesto após a conselheira Jill Woolbright apresentar uma contestação a quatro títulos disponíveis nas bibliotecas escolares. A contestação resultou na retirada temporária desses títulos da circulação. Woolbright, por meio de uma queixa-crime apresentada ao Gabinete do Xerife do Condado de Flagler e posteriormente em declarações feitas durante reuniões do conselho escolar, afirmou que um dos títulos em circulação violaria a lei por conter temas sexuais. Woolbright recebeu apoio da conselheira Janet McDonald (a mesma que havia interrompido a fala de Petocz), que utilizou linguagem semelhante para descrever alguns dos livros em questão, especialmente All Boys Aren’t Blue, de George Johnson, uma autobiografia sobre crescer sendo negro e queer.
Petocz foi destaque no jornal The New York Times por organizar o manifesto contra o Conselho Escolar do Condado de Flagler pela proibição de livros de Johnson nas bibliotecas escolares. No artigo, Petocz disse que, como um estudante gay, livros como All Boys Aren't Blue são essenciais para os jovens. Ele destacou que parecia discriminatório contra a comunidade LGBTQ+ e livros que não têm a mesma representatividade da comunidade raramente são contestados.
Em uma entrevista da MSNBC com Katy Tur, Petocz afirmou que as comunidades LGBTQ+ são ainda mais marginalizadas pelos conselhos escolares que gerenciam a educação, e os esforços para remover esses livros da sala de aula são uma tentativa de apagar as identidades como um todo.

### Organização Recall FCSB
Após ter sua participação limitada durante reuniões, Petocz fundou o Recall FCSB. O grupo é uma organização liderada por estudantes que busca incentivar jovens a agir e votar contra o que consideram manifestações de intolerância dentro do Conselho Escolar do Condado de Flagler. As contas do grupo nas redes sociais foram criadas em 11 de novembro de 2021.

### Manifesto estudantil contra o projeto de lei "Não Diga Gay"
Em 3 de março de 2022, aos dezessete anos, Petocz planejou um comício pré-aprovado e uma greve "Say Gay" na Flagler Palm Coast High School em oposição ao projeto de lei "Não Diga Gay" (Don't Say Gay). Mais de 500 alunos da escola compareceram ao manifesto, assim como milhares de outros em todo o estado. A lei, HB 1557, oficialmente intitulada "Direitos dos Pais na Educação", proíbe a discussão sobre identidade de gênero e orientação sexual em salas de aula públicas do jardim de infância até a terceira série e somente quando apropriado para a idade nas séries superiores.
Petocz obteve autorização da administração para organizar a manifestação, mas foi posteriormente suspenso por suas ações como líder do protesto, ao distribuir bandeiras do orgulho LGBTQ+, o que, segundo autoridades escolares, violava o código de conduta da escola. Uma petição no portal change.org pedindo a revogação da suspensão resultou em mais de 7 mil assinaturas, e o diretor Greg Schwartz decidiu cancelar a punição.
Petocz então escreveu uma carta ao governador Ron DeSantis, em resposta à progressão do projeto de lei, solicitando uma reunião para discutir as eventuais consequências desta legislação e da agenda ligada ao Partido Republicano.

### Manifesto na Universidade Vanderbilt
Como aluno do primeiro ano na Universidade Vanderbilt, Petocz participou de um manifesto no Kirkland Hall sobre a capacidade dos alunos de votar na adoção de uma emenda de Boicote, Desinvestimento e Sanções à constituição do governo estudantil. Como a manifestação foi dissolvida pela polícia da universidade em 27 de março de 2024, Petocz foi preso. Ele foi um dos três alunos acusados de agressão e lesão corporal a outro após um incidente com um policial da Universidade Vanderbilt. Após uma audiência preliminar pela universidade, ele estava entre os três alunos a serem expulsos.

## Vida pessoal
Petocz é abertamente gay. Ele é um participante do Instituto de Defesa da Liberdade de Expressão da PEN America e recebeu o Prêmio de Coragem pela Liberdade de Expressão da PEN America/Benenson em 2022.